# Pierre Agostini
Pierre Agostini (n. 23 iulie 1941, Tunis, Protectoratul Francez al Tunisiei) este un fizician experimental francez, profesor la Ohio State University din Columbus, Ohio, Statele Unite ale Americii. În 2023, a fost distins cu Premiul Nobel pentru Fizică, alături de Ferenc Krausz și Anne L'Huillier, „pentru metode experimentale care generează impulsuri de lumină de attosecunde în vederea studierii dinamicii electronilor în materie”.